# Cis sericeus
Cis sericeus es una especie de coleóptero de la familia Ciidae.

## Distribución geográfica
Habita en el sur Europa, sur de Francia.